# Miknasa
Die Miknasa (marokkanisches Tamazight ⵉⵎⴽⵏⴰⵙⵏ Imeknasen) sind ein Berberstamm in Marokko und Westalgerien.

## Herkunft
Die Miknasa stammten ursprünglich aus Tripolitanien und dem südlichen Tunesien, zogen aber bereits in vorislamischer Zeit nach Westen und siedelten sich im westlichen Algerien und dem zentralen Marokko an. Dort bezeugt u. a. der Name der heutigen Stadt Meknes ihre Anwesenheit.

## Geschichte
Nach der Unterwerfung durch die zumeist arabisch-stämmigen Muslime nahmen die Miknasa den Islam an. Bereits im Jahr 711 beteiligten sich Mitglieder dieses Stammes an der Eroberung des Westgotenreichs unter Tariq ibn Ziyad. Sie siedelten sich nördlich von Córdoba in Andalusien an und begründeten im 11. Jahrhundert die Dynastie der Aftasiden in Badajoz.
Eine weitere Gruppe der Miknasa nahm am Aufstand des Maysara (739–742) teil, übernahm den Islam der Charidschiten und gründete am Nordrand der Sahara das Emirat Sidschilmasa (771–980). Dieses erlangte als Endpunkt des westlichen Transsaharahandels mit dem Sudan großen wirtschaftlichen Wohlstand. Es konnte im Bündnis mit dem Kalifat von Córdoba auch die Angriffe der Fatimiden abwehren. Als Fürst al-Mutazz sich aber mit den Fatimiden verbündete, wurden die Miknasa 980 von den umayyadentreuen Magrawa aus Sidschilmasa vertrieben. Diese beherrschten Sidschilmasa noch bis zum Jahr 1054, als die Stadt durch die Almoraviden zerstört wurde.
Ein weiterer Teil der Miknasa-Berber war im 10. Jahrhundert ein treuer Verbündeter der Fatimiden im Kampf gegen die Umayyaden und ihre Verbündeten in Marokko. Im Jahr 912 stürzten sie die Rustamiden von Tahert und vertrieben wenige Jahre später (917) zeitweise die Salihiden aus dem nördlichen Marokko. Allerdings konnten sie sich gegen den Widerstand der Magrawa nicht dauerhaft in Nordmarokko festsetzen. Die durch die Kämpfe mit den Magrawa geschwächten Miknasa wurden im 11. Jahrhundert von den Almoraviden unterworfen.